# 扬·菲舍尔 (赛艇运动员)
扬·菲舍尔（德語：Jan Fischer，20世纪—），德国男子赛艇运动员。他曾代表西德参加南斯拉夫布莱德湖举办的1989年世界赛艇锦标赛，获得男子轻量级四人双桨金牌。